# Graphe tronqué de Witt
Le graphe tronqué de Witt est, en théorie des graphes, un graphe 15-régulier possédant 506 sommets et 3 795 arêtes.

## Propriétés

### Propriétés générales
Le diamètre du graphe tronqué de Witt, l'excentricité maximale de ses sommets, est 3, son rayon, l'excentricité minimale de ses sommets, est 3 et sa maille, la longueur de son plus court cycle, est 5. Il s'agit d'un graphe 15-sommet-connexe et d'un graphe 15-arête-connexe, c'est-à-dire qu'il est connexe et que pour le rendre déconnecté il faut le priver au minimum de 15 sommets ou de 15 arêtes.

### Propriétés algébriques
Le groupe d'automorphismes du graphe tronqué de Witt est d'ordre 10 200 960. Il est isomorphe au groupe sporadique {\displaystyle M_{23},} un des cinq groupes de Mathieu, ce qui fournit donc une construction possible de ce groupe.
Le polynôme caractéristique   de la matrice d'adjacence du graphe tronqué de Witt est : {\displaystyle (x-15)(x-4)^{230}(x+3)^{253}(x+8)^{22}}. Ce polynôme caractéristique n'admet que des racines entières. Le graphe tronqué de Witt est donc un graphe intégral, un graphe dont le spectre est constitué d'entiers. Il est également déterminé de façon unique par son spectre de graphe.